# Kriens
Kriens város a svájci Luzern kantonban. Lakosainak száma 26 997 fő (2017. december 31.).

## Fekvése
A település a Pilatus-hegy lábánál fekszik, alig pár kilométerre Luzern városától.
Kriens Hergiswil (NW), Horw, Littau, Malters, Luzern és Schwarzenberg községekkel határos.